# Koppadalu, Bhadravati
Koppadalu là một làng thuộc tehsil Bhadravati, huyện Shimoga, bang Karnataka, Ấn Độ.